# Mollibracon bimaris
Mollibracon bimaris är en stekelart som först beskrevs av Turner 1918.  Mollibracon bimaris ingår i släktet Mollibracon och familjen bracksteklar. Inga underarter finns listade i Catalogue of Life.